# 直感2 〜逃した魚は大きいぞ!〜
『直感2 〜逃した魚は大きいぞ!〜』（ちょっかんツー〜のがしたさかなはおおきいぞ!〜）は、モーニング娘。28枚目のシングル。2005年11月9日に発売された。

## 概要
モーニング娘。シングルで唯一、既存の楽曲のリメイク版を表題曲とするシングル。
当初カップリング曲「恋は発想 Do The Hustle!」を表題曲に持って来る予定であり、コンサートでも当初「新曲」として披露されたが、差し替えられた。
ジャケット写真は携帯電話のボタンをデザインしており、裏ジャケットはアンテナの感度を模して身長順に並んでいる。並びは順は低い順から田中→高橋→新垣→小川→紺野→藤本→亀井→久住→道重→吉澤。

## 収録曲
全作詞・作曲：つんく
1. 直感2 〜逃した魚は大きいぞ!〜
（編曲：鈴木俊介）
6枚目のアルバム『愛の第6感』収録の「直感 〜時として恋は〜」リメイク。
コーラスは元セブンハウスのオグとつんく♂が担当。
ミュージック・ビデオの一部に「直感 〜時として恋は〜」のライブ映像が使用されている。
2. 恋は発想 Do The Hustle!
（編曲：鈴木Daichi秀行）
先述の通り当初は表題曲になる予定だったため、全編撮り下ろしのMVが制作される。このMVはDVD『映像 ザ・モーニング娘。4〜シングルMクリップス〜』収録。
3. 直感2 〜逃した魚は大きいぞ!〜（Instrumental）

## 参加メンバー
- 4期：吉澤ひとみ
- 5期：高橋愛、紺野あさ美、小川麻琴、新垣里沙
- 6期：藤本美貴、亀井絵里、道重さゆみ、田中れいな
- 7期：久住小春

## 参加ミュージシャン
- 鈴木俊介 - 全楽器(1)、シタール(2)
- 飯田ヒロシ - 当り鉦&締太鼓(1)、パーカッション(2)
- オグ - コーラス&長胴太鼓(1)
- つんく♂ - コーラス(1)
- 鈴木Daichi秀行 - プログラミング&ギター(2)
- CHINO - コーラス(2)
- 竹内浩明 - コーラス(2)

## 収録アルバム
- レインボー7
- モーニング娘。 ALL SINGLES COMPLETE 〜10th ANNIVERSARY〜